# Polmont

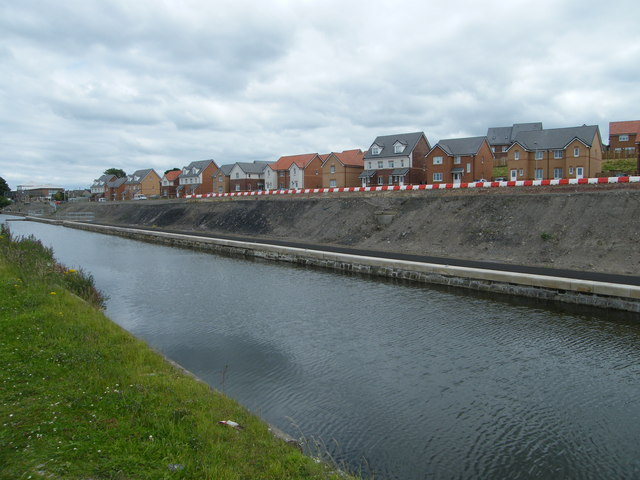
Nybyggda bostäder vid kanalen.

Polmont, skotsk gaeliska: Poll-Mhonadh, lågskotska: Powmont, är en ort i centrala Skottland, belägen i Falkirks kommun, vid östra utkanten av centralorten Falkirk. Polmont hade en beräknad befolkning på 5 321 invånare år 2009.

## Kultur och sevärdheter
Det skotska bandet Glasvegas har döpt en av sina låtar efter orten, Polmont On My Mind.